# 結婚ゲーム
『結婚ゲーム』（けっこんゲーム）は、『少年ビッグコミック』（小学館）で連載された村生ミオによる漫画。
1985年にテレビドラマ化され、フジテレビの『月曜ドラマランド』で放映された。

## あらすじ
司大輔は親元を離れマンションで一人暮らしをする高校1年生。そんな彼の元に、実家の父親より結婚しろとの命令が。しかもその相手は、担任の美人教師・夢子だった。こうして学校では生徒と教師、家庭では夫と妻の秘密の新婚生活が始まった。
愛し合いながらも、高校生のため「本当の夫婦」としての行為ができないジレンマ、関係が秘密ゆえに互いに言い寄る相手に表立ってやきもちを焼けないもどかしさなどが描かれるラブコメである。

## 月曜ドラマランド
- 結婚ゲーム1（1985年7月22日）
- 結婚ゲーム2:A夫婦フォーカスどきどき親衛隊（1986年6月30日）

### 出演
- 司大輔 - 山本陽一
- 夢子 - 斉藤慶子
- 森尾由美（1のみ）
- 長江健次
- 伊藤克信
- 新井康弘
- 中島はるみ
- 矢追幸宏
- 長門裕之（1のみ）
- 太宰久雄（1のみ）
- 森川正太（2のみ）
- 保阪尚輝（2のみ）
- 久保田篤（2のみ）

### スタッフ
- 原作 - 村生ミオ
- 脚本 - 水谷龍二（*1、*2）、清水東（*2）
- 監督 - 南部英夫
- 音楽 - 渡辺敬之
- 制作 - 日本映像、フジテレビ

| フジテレビ系列 月曜ドラマランド              | フジテレビ系列 月曜ドラマランド                              | フジテレビ系列 月曜ドラマランド              |
| 前番組                                       | 番組名                                                       | 次番組                                       |
| -------------------------------------------- | ------------------------------------------------------------ | -------------------------------------------- |
| 心はロンリー気持ちは「…」2 （1985年7月15日） | 結婚ゲーム1 （1985年7月22日）                                | ゲゲゲの鬼太郎 （ドラマ版） （1985年8月5日） |
| 意地悪お手伝いさん （5） （1986年6月16日）   | 結婚ゲーム2 A夫婦フォーカス どきどき親衛隊 （1986年6月30日） | あしながおじさん （1986年7月7日）            |